# Juri Alvisi
Juri Alvisi (Faenza, 1º luglio 1977) è un ex ciclista su strada italiano.
È stato per due volte medaglia di bronzo ai campionati italiani a cronometro Elite, oltre a vincere la medaglia d'argento ai Giochi del Mediterraneo 2001 sempre a cronometro. Non passò mai professionista, ma vinse diverse classiche per dilettanti, tra cui il Circuito del Porto e la Coppa Caduti di Reda.

## Palmarès
- 2001 (Cycling Team Eternedile)

Circuito del Porto
Coppa Penna
- 2002 (Team Parolin-VC Bassano)

Coppa Mobilio Ponsacco
Coppa Caduti di Reda
Circuito Molinese

## Piazzamenti

### Competizioni mondiali
- Campionati del mondo

Verona 1999 - Cronometro Under-23: 16º